# Markus Ketterer
Jari Markus Ketterer  (* 23. August 1967 in Helsinki) ist ein ehemaliger finnischer Eishockeytorwart, der in seiner aktiven Zeit von 1985 bis 1999 unter anderem für den Färjestad BK in der schwedischen Elitserien gespielt hat.

## Karriere
Markus Ketterer begann seine Karriere als Eishockeyspieler in seiner Heimatstadt in der Nachwuchsabteilung von Jokerit Helsinki. Ab der Saison 1985/86 war er Ersatztorwart bei der Profimannschaft von Jokerit in der SM-liiga, kam jedoch zunächst zu keinem Einsatz. Nachdem die Mannschaft den Abstieg in die zweitklassige I divisioona hinnehmen musste, spielte er in der Saison 1987/88 erstmals regelmäßig im Profieishockey. Mit einer Fangquote von 90,7 Prozent konnte er in der zweiten Liga überzeugen und wurde vom SM-liiga-Teilnehmer TPS Turku verpflichtet. Mit diesem gewann er in seinen ersten drei Spielzeiten als Stammtorwart in der höchsten finnischen Spielklasse jeweils den finnischen Meistertitel. Dabei konnte er sich vor allem in der Saison 1990/91 in Szene setzen und gewann als bester Torwart der Liga die Urpo-Ylönen-Trophäe. Auf europäischer Ebene belegte er mit seinem Team 1990 den zweiten Platz im Europapokal.       
Zur Saison 1991/92 kehrte Ketterer zu Jokerit Helsinki zurück, dass in der Zwischenzeit die Rückkehr in die SM-liiga erreicht hatte. Mit Jokerit wurde er auf Anhieb Meister, was für den Torwart selbst der vierte Meistertitel im vierten Jahr in Folge bedeutete. Anschließend wurden auch Mannschaften in Nordamerika auf ihn aufmerksam und er wurde im NHL Entry Draft 1992 in der fünften Runde als insgesamt 107. Spieler von den Buffalo Sabres ausgewählt. Zunächst blieb der Nationalspieler jedoch bei Jokerit und belegte mit seiner Mannschaft 1993 den dritten Platz im Europapokal. Daraufhin ging er in die Vereinigten Staaten, stand von 1993 bis 1995 allerdings ausschließlich für Buffalos Farmteam, die Rochester Americans, in der American Hockey League zwischen den Pfosten, sodass er beim Färjestad BK in der schwedischen Elitserien anheuerte. Mit dem FBK wurde er in der Saison 1996/97 Schwedischer Meister. In der European Hockey League schied er mit seiner Mannschaft dagegen bereits in der Gruppenphase aus. Von 1997 bis 1999 spielte der Olympiateilnehmer von 1992 noch einmal für seinen Heimatverein Jokerit in der SM-liiga, ehe er seine Karriere im Alter von 31 Jahren beendete. 2005 wurde er als insgesamt 160. Spieler in die finnische Hockey Hall of Fame aufgenommen. 

### International
Für Finnland nahm Ketterer im Juniorenbereich ausschließlich an der Junioren-Weltmeisterschaft 1987 teil. Bei dieser führte er seine Mannschaft zum Gewinn der Goldmedaille und er selbst wurde als bester Torwart des Turniers ausgezeichnet. Im Seniorenbereich stand er im Aufgebot seines Landes bei den Weltmeisterschaften 1989, 1990, 1991, 1992, 1993 und 1996 und bei den Olympischen Winterspielen 1992 in Albertville. Bei der WM 1991 wurde er zum besten Torwart des Turniers ausgezeichnet, bei der WM ein Jahr später wurde er mit Finnland Vizeweltmeister und er wurde in das All-Star Team der WM gewählt. Darüber hinaus vertrat er die A-Nationalmannschaft 1991 beim Canada Cup und 1996 beim World Cup of Hockey, wobei er beim Letzteren als Ersatztorwart ohne Einsatz blieb.

## Erfolge und Auszeichnungen
| - 1989 Finnischer Meister mit TPS Turku - 1990 Finnischer Meister mit TPS Turku - 1990 2. Platz Europapokal mit TPS Turku - 1991 Finnischer Meister mit TPS Turku - 1991 Urpo-Ylönen-Trophäe | - 1992 Finnischer Meister mit Jokerit Helsinki - 1993 3. Platz Europapokal mit Jokerit Helsinki - 1997 Schwedischer Meister mit dem Färjestad BK - 2005 Aufnahme in die finnische Hockey Hall of Fame |

### International
| - 1987 Goldmedaille bei der Junioren-Weltmeisterschaft - 1987 Bester Torwart bei der Junioren-Weltmeisterschaft - 1991 Bester Torwart bei der Weltmeisterschaft | - 1992 Silbermedaille bei der Weltmeisterschaft - 1992 All-Star-Team bei der Weltmeisterschaft |